# Vakıfiğdemir, Malkara
Vakıfiğdemir là một xã thuộc huyện Malkara, tỉnh Tekirdağ, Thổ Nhĩ Kỳ. Dân số thời điểm năm 2011 là 210 người.